# Gare de Bergsgrav
La gare de Bergsgrav est une halte ferroviaire de la Nordlandsbanen de la commune de Verdal dans le comté et région de Trøndelag. 

## Situation ferroviaire
La gare se situe à 93,7 km de Trondheim.

## Histoire
La halte fut mise en service en 1938.

## Service des voyageurs

### Accueil
Il y a un parking d'une douzaine de places et un parc à vélo.  Il y a une aubette sur le quai. 

### Desserte
La gare est desservie par la ligne locale (appelée  Trønderbanen) reliant Lerkendal à Steinkjer. 